# Кладбище Героев (Кишинёв)

Разрушенное здание НИИ пульмонологии и фтизиатрии с кладбищенской лестницей. Фото 1960-х годов.

Кладбище Героев, другие варианты — Кладбище Оноаре (Кладбище Чести), Румынское военное кладбище (рум. Cimitirul Eroilor, Cimitirul de Onoare, Cimitirul militar românesc) — разрушенный в 1959 году исторический некрополь, расположенный в Кишинёве в районе Ботаника по адресу ул. Decebal, 17. На этом кладбище похоронены военнослужащие, военнопленные и ветераны разных стран, участвовавшие в двух мировых войнах. Площадь некрополя — 2,4 га.

## История
Первое захоронение на территории кладбища было произведено в 1888 году (по другой версии кладбище было заложено в 1918 году). Первоначально во времена Российской империи оно назвалось «Гарнизонным кладбищем». Первым похороненным военнослужащим был офицер, командир Пятого эскадрона ротмистр Александр Иванович Медем. В 1891 году был похоронен командир Лубенского 8-го гусарского полка полковник Евгений Петрович Грессер. Всего здесь было похоронено до начала I Мировой войны около тысячи российских военнослужащих. Во время I Мировой войны здесь стали хоронить военнослужащих различных стран. На нём были похоронены 1645 военнослужащих, в том числе солдаты Румынии (431 человека: 66 в индивидуальных и 365 в братских могилах), России (234 человека: 27 в индивидуальных и 207 в братских могилах), 39 чехов, 35 французов, 29 австрийцев, 6 поляков, несколько греков и венгров. Не все солдаты идентифицированы.
В 1926 году был построен памятник военнослужащим Чехословацкого легиона. В 1927—1928 годах кладбище было упорядочено и обновлено Народным фондом королевы Марии. На территорию некрополя вели ворота с двумя пилонами из железобетона высотой каждый по 10 метров. Каждый из пилонов венчала фигура орла. Ворота доминировали над полукруглой площадкой и направляли к лестнице высотой 50 метров и шириной 6 метров. В центральной части некрополя находилась православная часовня, в крипте которой были захоронены несколько солдат. Могилы разделялись на шесть кварталов, на которых находились как отдельные так и братские могилы. В 1941 году были похоронены 96 румынских солдат, погибших во время II Мировой войны. В 1942 году совершались обновительные работы. В октябре 1942 года некрополь посетил король Михай I.
После Второй мировой войны по некоторым сведениям здесь хоронились неопознанные немецкие, итальянские и венгерские военнопленные, работавшие в послевоенное время при восстановлении Кишинёва. В 1944 году захоронения и часовня были разрушены советскими властями. Надгробия и могилы сравняли бульдозером. Лестницу с колоннами оставили, чтобы она вела к запланированному НИИ пульмонологии и фтизиатрии, который был построен в 1961 году на месте разрушенного кладбища. В 2007 году НИИ был закрыт и его здание разрушено.
В 2013 году Республиканская Ассоциация участников войны Asociația republicană a participanților la războaie (ARPR) заявила, что ей удалось идентифицировать около 200 могил из трёх тысяч, существовавших с конца 1940-х годов: 89 румынских могил Второй мировой войны, могила итальянского солдата, 36 могил советских военных, умерших в кишинёвских госпиталях.
До настоящего времени сохранились два пилона бывших ворот с кладбищенской лестницей. Территория бывшего некрополя находится в заброшенном состоянии и является собственностью компании «Buiucani Real Estate Holding». В 1990-е годы на восстановленном фундаменте бывшей кладбищенской часовни был установлен мемориальный крест с надписью «Glorie eroilor Armatei Române» (Слава героям Румынской армии). В границах бывшего кладбища сегодня находится православная часовня Всех Святых в память о жертвах послевоенной депортации и торговый центр «Jumbo».
В ноябре 2023 года правительство Праги совместно с ассоциацией «Monumentum» реконструировали памятник 39 чехословацким военнослужащим.